# Торрезіна
Торрезіна (італ. Torresina, п'єм. Torzela) — муніципалітет в Італії, у регіоні П'ємонт,  провінція Кунео.
Торрезіна розташована на відстані близько 460 км на північний захід від Рима, 80 км на південь від Турина, 39 км на схід від Кунео.
Населення — 53 особи (2014).
Щорічний фестиваль відбувається 23 квітня. Покровитель — святий Юрій.

## Демографія
Населення за роками:

Станом на 1 січня 2023 року в муніципалітеті офіційно проживало 5 іноземців з 4 країн, серед них 2 громадяни країн Євросоюзу та 1 громадянин України.

## Сусідні муніципалітети
- Ільяно
- Мураццано
- Парольдо
- Роашіо